# Popovics Deján
Popovics Deján (Újvidék, 1931. július 12. – 2018. május eleje) válogatott magyar röplabdázó.

## Pályafutása
1947 és 1956 között a Vasas röplabdázója volt. 1952 és 1956 között 27 alkalommal szerepel a magyar válogatottban. Tagja volt az 1952-es szovjetunióbeli világbajnokságon ötödik és az 1956-os franciaországi vb-n nyolcadik helyezést elért csapatnak.
2018. május elején hunyt el. Június 2-án a Somogy megyei Vörsön helyezték örök nyugalomra.

## Sikerei, díjai
Vasas SC
- Magyar bajnokság
  - bajnok: 1949–50, 1950
  - 2.:  1948–49, 1951, 1953, 1954, 1955
- Magyar kupa (MNK)
  - győztes: 1956